# Епанчинцев, Вадим Сергеевич
Вадим Сергеевич Епанчинцев (род. 16 марта 1976, Орск, Оренбургская область) — российский хоккеист, нападающий. Главный тренер «Сибири», выступающей в КХЛ.

## Карьера
Воспитанник орского хоккея. Начал карьеру в 1992 году в орском клубе высшей лиги «Южный Урал». В 1993 году подписал контракт с московским «Спартаком», где выступал на протяжении четырёх сезонов, набрав за это время 76 (40+36) очков в 185 проведённых матчах. В 1994 году на драфте НХЛ он был выбран в 3 раунде под общим 55 номером клубом «Тампа Бэй Лайтнинг».
Перед началом сезона 1997/98 Епанчинцев принял решение отправиться в Северную Америку, где начал выступать в низших лигах, однако, так и не сумел пробиться в НХЛ. В 1998 году вернулся в Россию, заключив соглашение с новокузнецким «Металлургом», за который выступал в течение двух сезонов, набрав за это время 60 (25+35) очков в 87 матчах, став также бронзовым призёром чемпионата России.
Перед началом сезона 2000/01 подписал контракт с череповецкой «Северсталью», выиграв с ней серебряные и бронзовые медали первенства. Всего в составе клуба провёл 165 матчей, в которых набрал 115 (41+74) очков.
23 мая 2003 года заключил двухлетнее соглашение с казанским «Ак Барсом», где стал трёхкратным бронзовым призёром чемпионата России, набрав 71 (21+50) очко в 106 проведённых матчах.
По окончании сезона 2004/05 покинул клуб и перешёл в мытищинский «Химик». В 2006 году стал игроком ЦСКА, где заслужил звание капитана команды, в 175 проведённых матчах набрав 128 (37+91) очков. 11 июля 2009 года подписал контракт с московским «Динамо», однако, уже в январе вернулся в Мытищи, будучи обменённым на выбор в 1 раунде драфта-2010.
Перед началом сезона 2010/11 Епанчинцев, несмотря на слухи, связывавшие его с магнитогорским «Металлургом», перешёл в нижнекамский «Нефтехимик». Однако, проведя в составе нижнекамцев лишь 2 матча, вернулся в «Атлант», с которым стал финалистом Кубка Гагарина, набрав 17 (5+12) очков в 28 проведённых матчах, после чего принял решение завершить профессиональную карьеру.

### В сборной
В составе сборной России Вадим Епанчинцев принимал участие в юниорском чемпионате Европы 1994 года и молодёжном первенстве мира 1995 года. На обоих турнирах вместе с командой завоёвывал серебряные медали, набрав, в общей сложности, 13 (6+7) очков в 12 проведённых матчах. На взрослом уровне участвовал в чемпионате мира 1997 года, где россияне заняли четвёртое место, а сам Епанчинцев не набрал ни одного очка в 9 матчах. Также призывался под знамёна сборной для участия в матчах Еврохоккейтура в сезонах 1996/97, 1998/99 и 2001/02. На этих турнирах на его счету 7 (0+7) очков в 20 матчах.

### Тренерство
20 апреля 2011 года стал помощником главного тренера в московском «Спартаке». С клубом, в котором он в 1993 году дебютировал на высшем уровне, Епанчинцев заключил однолетнее соглашение, по условиям которого он приглашался на должность тренера нападающих. Однако из-за неудачных выступлений клуба 7 декабря покинул пост.
31 января 2012 года стал исполняющим обязанности главного тренера клуба МХЛ «Атланты», сменив на этом посту Владимира Чебатуркина, который был назначен старшим тренером «Атланта».
В июле 2013 года стал помощником главного тренера Олега Браташа в клубе МХЛ «Спартак». В сезоне 2014—2015 стал и. о. главного тренера клуба, а затем до конца сезона руководил командой в качестве главного тренера.
В сезоне 2015/2016 стал помощником главного тренера Андрея Потайчука в клубе «Сарыарка» (Караганда) из ВХЛ. После увольнения Потайчука занял пост главного тренера команды.
20 апреля 2017 года Епанчинцев подписал контракт по схеме 1+1 со «Спартаком». Под его руководством клуб впервые за семь лет вышел в плей-офф Кубка Гагарина.
9 апреля 2019 года стал тренером клуба ВХЛ «Югра». Под его руководством в сезоне 2020/21 команда стала обладателем Кубка Шёлкового пути и Кубка Петрова. В сезоне 2021/22 Югра выбыла из розыгрыша на стадии 1/2 финала.
В 2022 назначен главным тренером клуба КХЛ «Амур». Под руководством Епанчинцева «Амур» не сумел выйти в плей-офф, заняв 10-е место в турнирной таблице Восточной конференции. 18 апреля 2023 Епанчинцев объявил, что не продолжит работу с клубом.
16 мая 2023 года назначен главным тренером «Югры». В регулярном чемпионате сезона 2023/24 югорчане всего на 2 очка отстали от победителя, а в плей-офф дошли до 1/2 финала, выбив из розыгрыша действующего обладателя Кубка Петрова «Химик».
1 мая 2024 года «Сибирь» сообщила о назначении Вадима Епанчинцева на пост главного тренера.

## Достижения
Как игрок
- Серебряный призёр юниорского чемпионата Европы 1994.
- Серебряный призёр молодёжного чемпионата мира 1995.
- Серебряный призёр чемпионата России 2003.
- Джентльмен года чемпионата России 2003.
- Бронзовый призёр чемпионата России (3): 2000, 2001, 2004.
- Лучший показатель полезности регулярного турнира чемпионата России 2004.
- Финалист Кубка Гагарина 2011.

Как тренер
- Обладатель Кубка Харламова 2014.
- Обладатель Кубка мира среди молодёжных клубных команд 2014.
- Обладатель Кубка Шёлкового пути 2021 и 2022.
- Обладатель Кубка Петрова 2021.

## Статистика выступлений
| Легенда | Легенда                    | Легенда | Легенда                   | Легенда | Легенда    |
| ------- | -------------------------- | ------- | ------------------------- | ------- | ---------- |
| И       | Количество проведённых игр | Штр     | Штрафное время            | +/−     | Плюс-минус |
| Г       | Голы                       | П       | Голевые передачи          | О       | Очки       |
| -       | Статистика неизвестна      | —       | Статистика не учитывалась |         |            |